# Ашитково (усадьба)
Ашитково — усадьба, расположенная в селе Ашитково Воскресенского района Московской области. Также известна как усадьба Ламздорфа.
Представляет собой старинный архитектурно-исторический комплекс, первоначально принадлежавший лейб-медику И. Ф. Беку, а затем камергеру графу А. М. Ламздорфу. Сами здания не сохранились, остались лишь некоторые постройки времён процветания местной фабрики. Действует и доступен для посещения пятиглавый Воскресенский храм, построенный в 1878  году П. И. Балашовым по проекту архитектора В. О. Грудзины.
В кирпичном здании сочетаются мотивы классицистического и национального декора, что особенно заметно в трёхъярусной столпообразной колокольне.

## История
В 1796 году император Павел I личным указом пожаловал имение в Бронницком уезде лейб-медику двора Ивану Филипповичу Беку (1735—1811).
Спустя долгие годы имение, в состав которого входило Ашитково, было разделено между правнучками Ивана Филипповича Бека — Верой (1840—1912) и Марией (1839—1866).

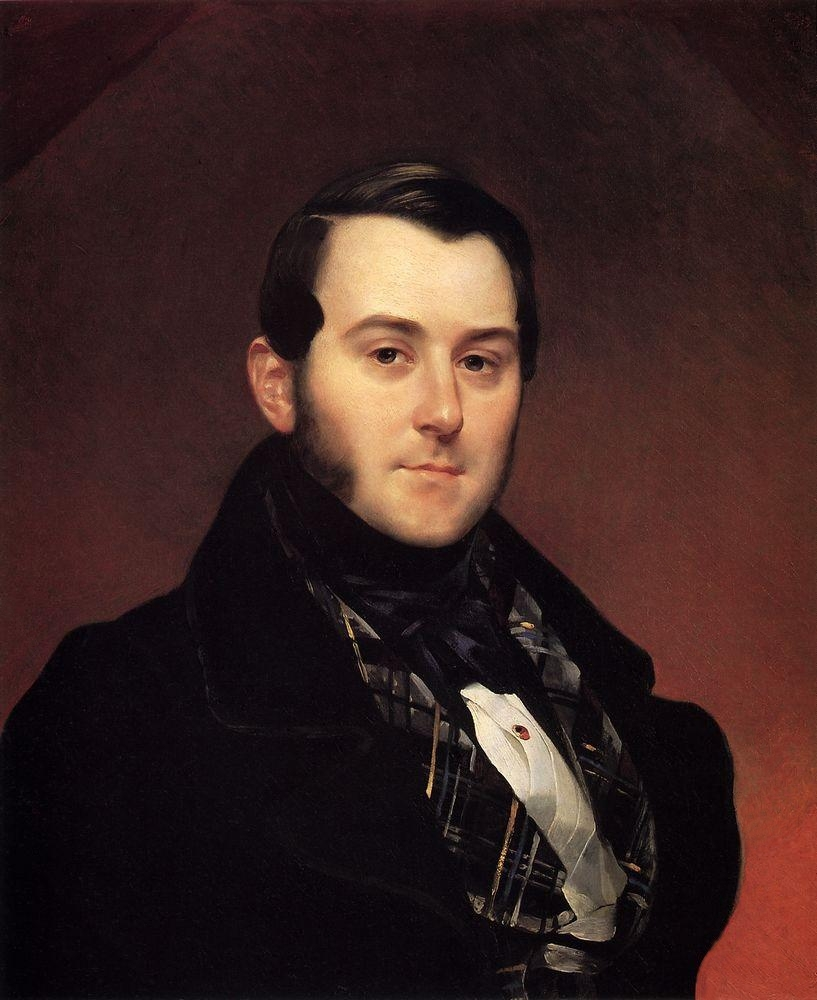
Иван Александрович Бек (1808—1842)

Мария Ивановна фон Бек, дочь поэта и дипломата Ивана Александровича Бека (1808—1842) и княгини Марии Аркадьевны Вяземской (1819—1889), в юном возрасте стала женой графа Александра Николаевича Ламздорфа (1835—1902). Брак, однако, не был счастливым, Мария Ивановна была «была женщиной умной и поэтичной, тяготилась тиранией и педантичностью своего мужа». Разлад был полным и безнадёжным. Девушка унаследовала от деда большое наследство и большую часть жизни провела за границей.

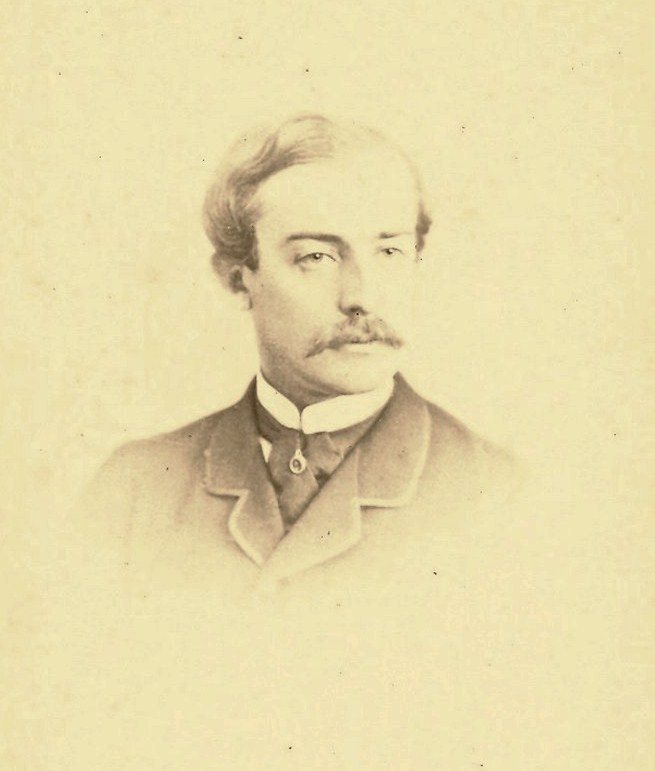
Александр Николаевич Ламздорф (1835—1902)

Возможно именно по этой причине А. Н. Ламздорф вскоре начал строительство нового дома и полностью посвятил себя обустройству унаследованного имущества. За основу была взята усадьба Елизаветы Алексеевны Арсеньевой, бабушка Михаила Юрьевича Лермонтова по материнской линии, построенная в 1818 году в деревне Тарханы Пензенской области, где Беки были «завсегдатаями гостями». Граф Ламздорф с небольшими конструктивными изменениями построил на месте сгоревшего хутора двухэтажный усадебный дом в жёлто-белых тонах. В ходе строительства к основному зданию были пристроены два одноэтажных флигеля для зимнего сада и большой зал для приёмов. Большое количество просторных комнат с высокими потолками и большими в то время окнами учитывалось ещё до начала строительства, поэтому особняк получился на редкость теплым и уютным.
А. Н. Ламздорф жил в этом имении вплоть до своей смерти в 1902 году. Рядом с усадьбой он основал пивоваренный завод и занялся выращиванием хмеля и пивоварением.
В семье Ламздорфов родилось четверо детей, старшая дочь Мария дожила до Октябрьской революции и лишилась усадебного дома по Декрету о земле 1917 года. В пользование волостным земельным комитетам передавались не только земли, но и усадебные постройки.
В годы советской власти усадьбу постигла классическая судьба большинства усадеб. Были изъяты все ценные вещи и организован приют для бездомных детей. Спустя время в доме функционировала семилетняя школа.
В годы Великой Отечественной войны в усадьбе был организован госпиталь, а после войны Ашитково служило домом престарелых, пионерлагерем, кинотеатром и домом культуры. В одноэтажном восточном флигеле располагались столовая и игровая комната с бильярдом.
В настоящее время усадьба находится в полуразрушенном состоянии.

## Описание
Отопительная печь располагалась в подвале здания, в стенах дома было много дымоходов большого сечения. Дым, поднимавшийся из труб, нагревал здание и собирался в шахте, которая заканчивалась печной трубой. Наружная поверхность дымоходов покрыта рельефными огнеупорными плитками, на стенах сохранены колпаки для очистки дымохода от сажи.
Перекрытия дома деревянные и быстро приходят в негодность в неотапливаемом сыром помещении. Стены здания кирпичные и до сих пор достаточно прочные, однако в 1990-е годы одноэтажный флигель с восточной стороны был снесён из-за его ветхости.
В некоторых помещениях находятся остатки паркета из морёного дуба. Паркет набирался без пазов на цементно-известковой стяжке. В помещениях на первом этаже видны провалы полов. Стены и потолки здания оштукатурены, в залах до сих пор сохранились лепные багеты возле потолочных светильников и по верху стен. Хорошо сохранилась лестница, ведущая на второй этаж. Под слоями краски видна кованая основа лестничных перил, все лестницы состоят из соединенных между собой частей.
На втором этаже особняка много комнат. В левой части коридора находятся небольшие комнаты. Справа несколько довольно больших комнат.
На чердак дома ведёт деревянная лестница, откуда видно, что в крыше много дыр и течёт вода во время дождя. Из-за этого в некоторых комнатах второго этажа уже обрушился потолок.